# 石廈駅
石廈駅（せきかえき）は中華人民共和国深圳市福田区に位置する深圳地下鉄3号線と7号線の駅。

## 駅構造
- 島式ホーム1面2線を有する地下駅。ホームドア設置。

| 竜崗線ホーム (B2F) | ←■竜崗線 益田方面 |
| 竜崗線ホーム (B2F) | 島式ホーム        |
| 竜崗線ホーム (B2F) | ■竜崗線 双竜方面→ |
| 西麗線ホーム (B3F) | ←西麗線 麗水方面  |
| 西麗線ホーム (B3F) | 島式ホーム        |
| 西麗線ホーム (B3F) | 西麗線 太安方面→  |

## 歴史
- 2011年6月22日 - 開業。

## 隣の駅
深圳地下鉄
■7号線
購物公園駅 - 石廈駅 - 益田駅